# منزل عيون
منزل عيون هي بلدية تقع في مطرنيا ، مقاطعة طرويل ، أرغون ، إسبانيا. وفقًا لتعداد عام 2004 ( INE ) ، يبلغ عدد سكان البلدية 587 نسمة.